# Động đất San Francisco 1906
Động đất San Francisco 1906 là trận động đất lớn tấn công vào San Francisco, California và bờ biển bắc California vào lúc 5:15 sáng ngày thứ 4, 18 tháng 4 năm 1906. Độ lớn trận động đất được đa số chấp nhận là 7,8 Mw; tuy nhiên, các con số theo các đề xuất khác dao động từ 7,7 đến cao nhất là 8,25. Chấn tâm nằm ở ngoài khơi cách thành phố 3 km, gần Mussel Rock. Nó gây dập vỡ dọc theo đứt gãy San Andreas về cả hướng bắc và nam với tổng chiều dài 477 km. Rung động có thể cảm nhận được từ Oregon đến Los Angeles, và nội địa như trung tâm Nevada. Động đất và cháy nổ được xem là thảm họa tồi tệ nhất trong lịch sử Hoa Kỳ. Tổng số người chết do động đất và cháy ước tính hơn 3.000, là con số người thiệt mạng lớn nhất do một trận động đất gây ra tại Hoa Kỳ. Ảnh hưởng kinh tế có thể so sánh với ảnh hưởng do bão Katrina gây ra.

## Ảnh hưởng
Vào thời điểm báo cáo có 376 người chết; con số do quan chức chính phủ bịa ra, nếu công bố con số thật sẽ ảnh hưởng đến giá bất động sản và những nỗ lực để xây dựng lại thành phố; thêm vào đó, hàng trăm người chết ở phố người Hoa đã bị bỏ qua và không được ghi nhận. Ngày nay, con số này được đính chính là có ít nhất 3.000 người chết. Hầu hết người chết là ở San Francisco, và có 189 người chết trong vùng vịnh; các thành phố lân cận như Santa Rosa, San Jose và Stanford cũng chịu ảnh hưởng. Ở hạt Monterey, động đất đã làm đổi hướng của sông Salinas ở gần cửa sông. Trước đây ở khu vực này, dòng sông đổ vào vịnh Monterey giữa Moss Landing và Watsonville, sau động đất nó bị đổi hướng 6 dặm từ phía nam đến một cửa mới ở gần phía bắc Marina.

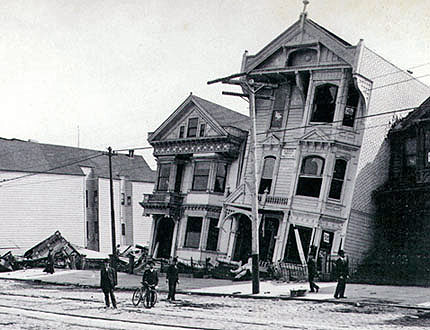
Nhà bị phá hủy do động đất

Có khoảng 225.000 đến 300.000 người bị mất nhà cửa trong tổng số dân khoảng 410.000 của thành phố; phân nửa trong số dân được sơ tán đến Oakland và Berkeley. Các tờ báo lúc đó miêu tả công viên Cổng Vàng, Presidio, the Panhandle và các bãi biển như giữa Ingleside và North Beach như được che phủ bằng lều trại (makeshift). Sau hơn hai năm (1908), nhiều trại tị nạn vẫn còn hoạt động.
Báo cáo của Lawson năm 1908, một nghiên cứu về chấn động năm 1906 được giáo sư Andrew Lawson của đại học California, cho thấy đứt gãy San Andreas gây ra thảm họa ở San Francisco nằm rất gần Los Angeles. Trận động đất là thiên tai đầu tiên được dựng thành phim và đề tài của nhiếp ảnh. Hơn thế, nó xuất hiện vào lúc mà khoa học địa chấn đang phát triển nở rộ. Chi phí thiệt hại do trận động đất vào lúc đó ước tính khoảng 400 triệu USD (tương đương 6,5 tỷ USD năm 2009).

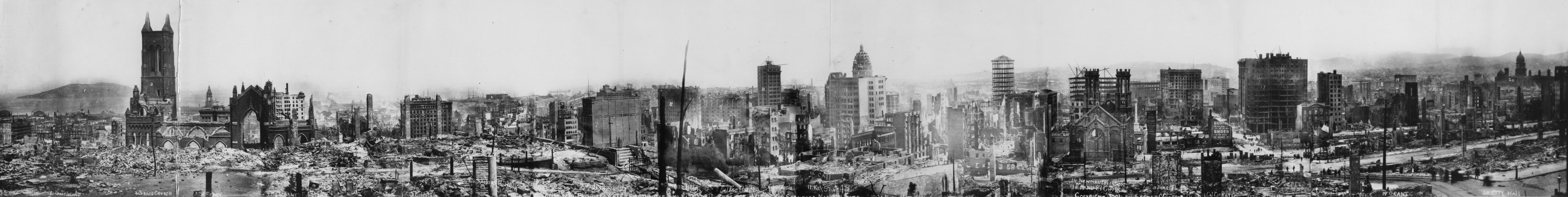
Toàn cảnh thiệt hại do động đất và cháy nhìn từ Stanford Mansion, 18–21 tháng 4 năm 1906